# Sparganothis distincta
Sparganothis distincta es una especie de polilla del género Sparganothis, tribu Sparganothini, familia Tortricidae. Fue descrita científicamente por Walsingham en 1884.

## Descripción
La envergadura es de 22-23 milímetros.

## Distribución
Se distribuye por Estados Unidos y Canadá.